# Angel (insect)

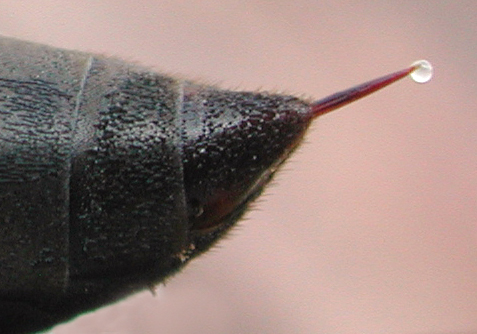
De angel van een wesp, met een druppel gif.

Een angel (ook: straal) is een gifoverdragend steekorgaan dat voorkomt bij de vliesvleugelige insecten zoals mieren, bijen, hommels en wespen. Angeldragende insecten worden wel aculeaat of angeldragers genoemd.
De angel wordt niet alleen ter verdediging gebruikt maar dient bij veel wespen voornamelijk om prooien te verlammen. Hommels, bijen en mieren vallen honing- of larvenrovende dieren aan. Dieren die al dan niet per ongeluk het nest beschadigen worden aangevallen door een zwerm woedende insecten. Bij een steek wordt het gif uit de gifklier via de angel in de huid gebracht.
Voor mensen geldt dat, indien men niet allergisch is, de steek hooguit zal resulteren in een urenlange pijnlijke plek, maar indien men wel allergisch is kan een anafylactische shock optreden, die levensgevaarlijk kan zijn. Een steek in de tong, mondholte of keel is daarnaast gevaarlijk door het opzwellen van het weefsel waardoor verstikking kan optreden.
De angel is anatomisch gezien ontstaan uit de interne voortplantingsorganen (het inwendige gifzakje) en de eilegbuis (de intrekbare uitwendige angel) van de vrouwelijke sekse van het insect. Mannetjes hebben dus nooit een angel, maar mannetjes leven bij de zo bekende, in kolonies levende vliesvleugeligen slechts zeer korte tijd en worden zelden gezien. De rest van het jaar zijn alleen vrouwelijke exemplaren aanwezig. Dit is de reden dat vrijwel alle bijen, wespen en hommels die men in het dagelijks leven tegenkomt een angel dragen. 
Wespen hebben een gladde angel, die in de huid wordt gestoken, gif inspuit en kan worden teruggetrokken. Een wesp kan de angel hierdoor meerdere keren gebruiken. Het is dus niet zo dat een wesp steeds een nieuwe angel gebruikt.
Bijen daarentegen hebben een meer getande angel, die bij het steken van kleine dieren als andere insecten wel teruggetrokken kan worden, maar bij dieren (of mensen) met een dikke huid blijft de angel steken. Hierdoor verliest de bij een deel van het achterlijf en sterft korte tijd later.

## Geen angel
Sommige vliesvleugeligen, zoals sluipwespen, hebben eveneens een angstaanjagend grote 'angel', zoals de reuzenhoutwesp. Bij deze soorten is de legbuis echter niet omgevormd tot angel en kan alleen gebruikt worden voor de afzet van de eitjes, niet om mee te steken. De legbuis is zo lang omdat veel sluipwespen de eitjes diep in prooidieren (zoals rupsen) afzetten.
Andere insecten met een legbuis, dus geen angel, zijn langpootmuggen, sprinkhanen (vooral sabelsprinkhanen) en in water levende wantsen als de waterschorpioen en de staafwants. Bij deze laatste twee soorten dient de achterlijfspunt echter niet als legbuis maar voor de ademhaling; de adembuis wordt regelmatig boven water gestoken.  

## Andere stekende dieren
Er zijn ook dieren uit totaal andere groepen, zoals de zoogdieren (vogelbekdier), vissen (steenvis) en de kraakbeenvissen (pijlstaartrog), die scherpe en giftige uitsteeksels hebben, maar deze staan anatomisch gezien ver van de angel zoals deze voorkomt bij de insecten. 

## Angeldragers

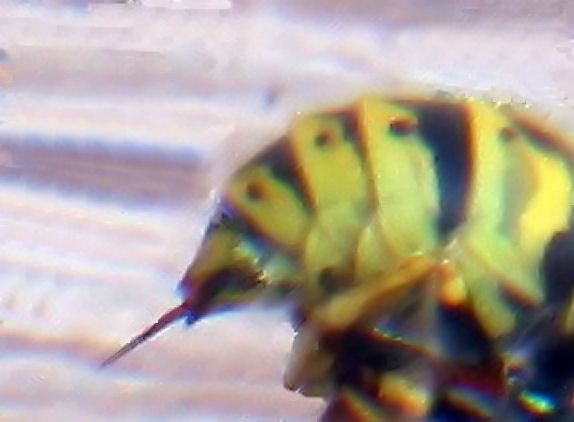
Angel van de gewone wesp
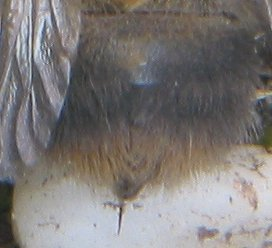
Angel van de akkerhommel
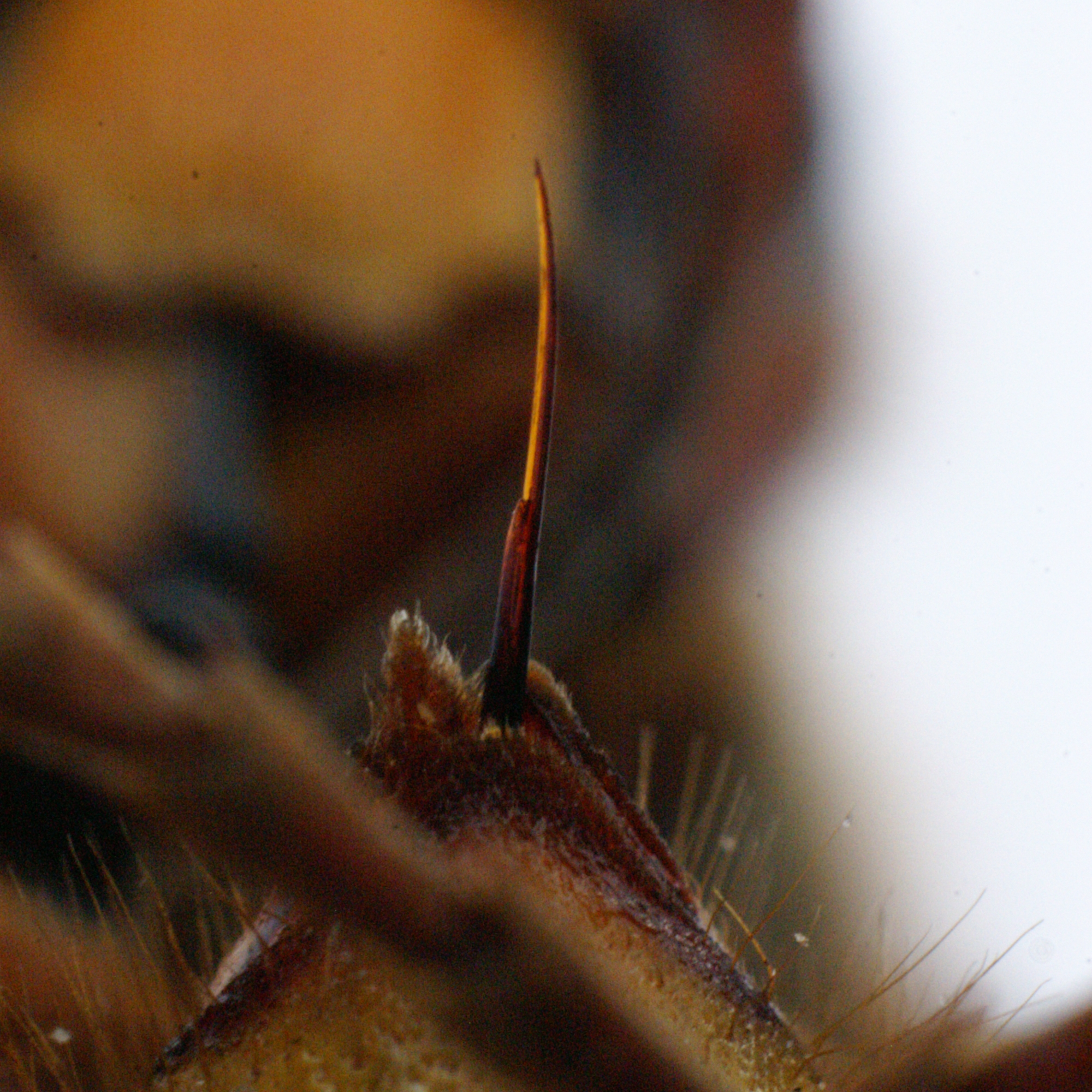
Angel van de Europese hoornaar
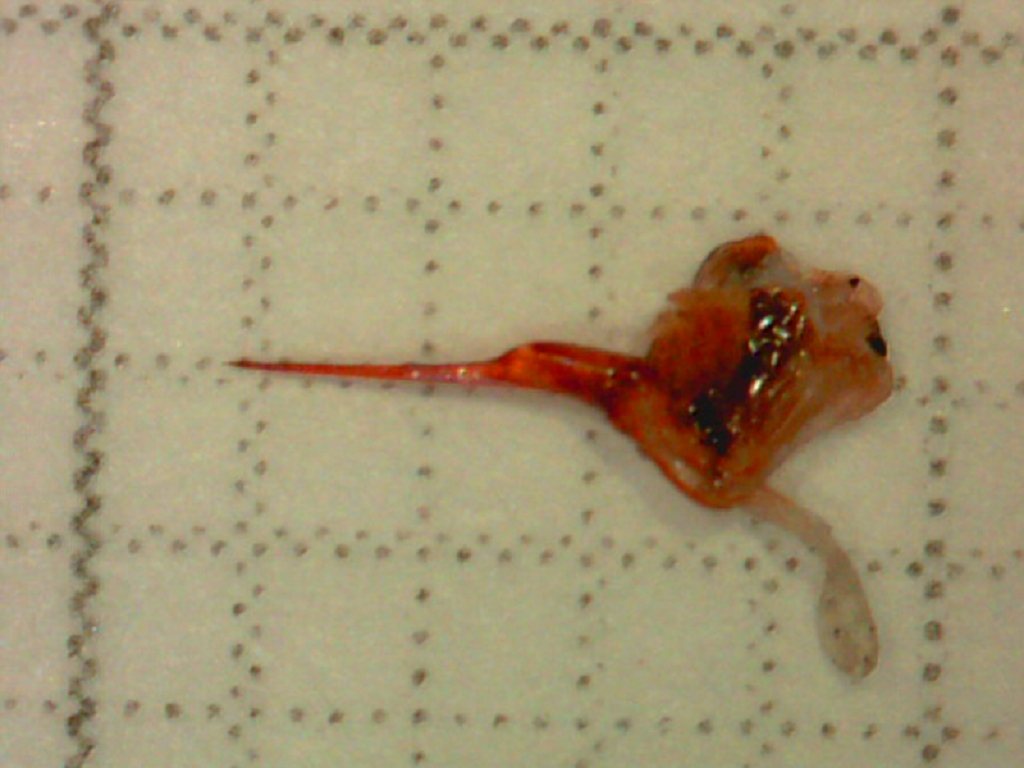
Angel en gifapparaat van de honingbij

## Geen angel

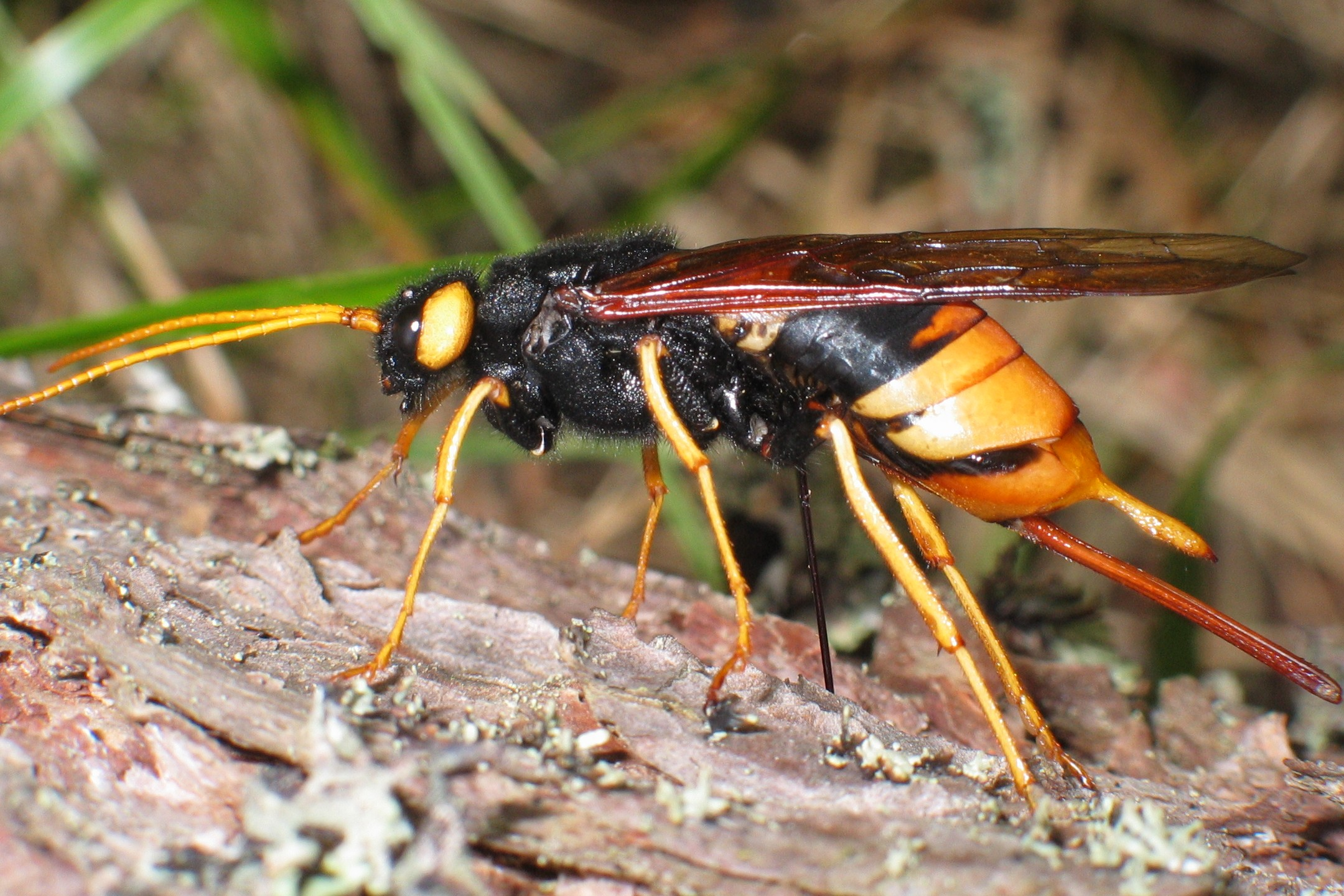
Reuzenhoutwesp; ovipositor én nep-angel, eigenlijk de achterlijfspunt.
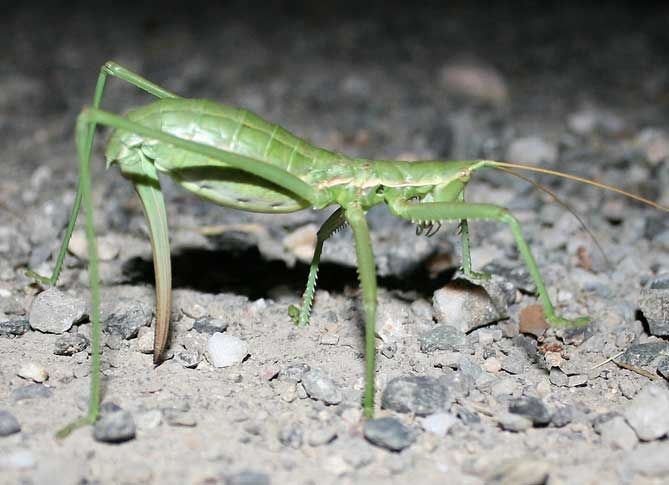
De parthenogenetische sprinkhaansoort Saga pedo, ei-afzet.
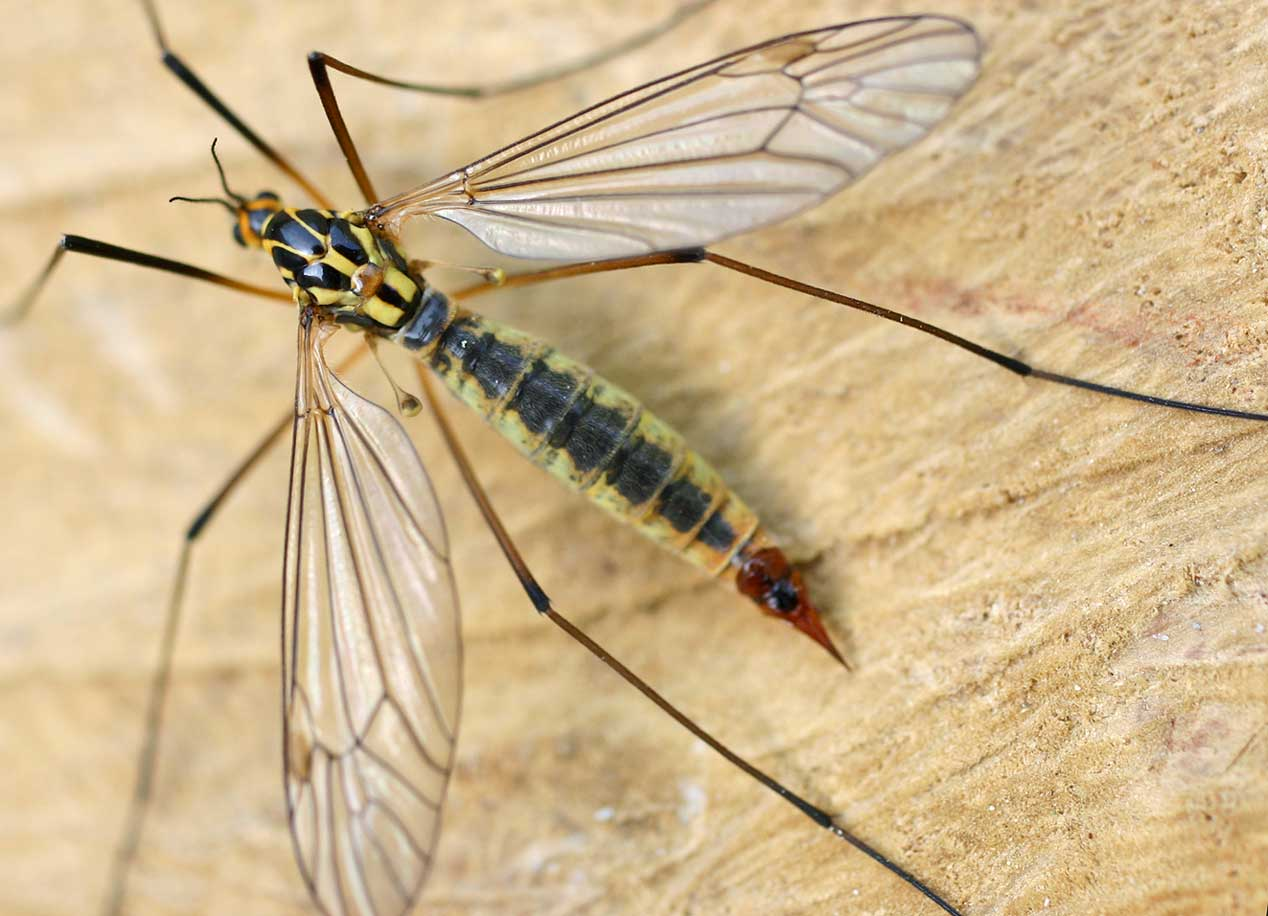
Een vrouwelijke langpootmug met een angelachtige legbuis.
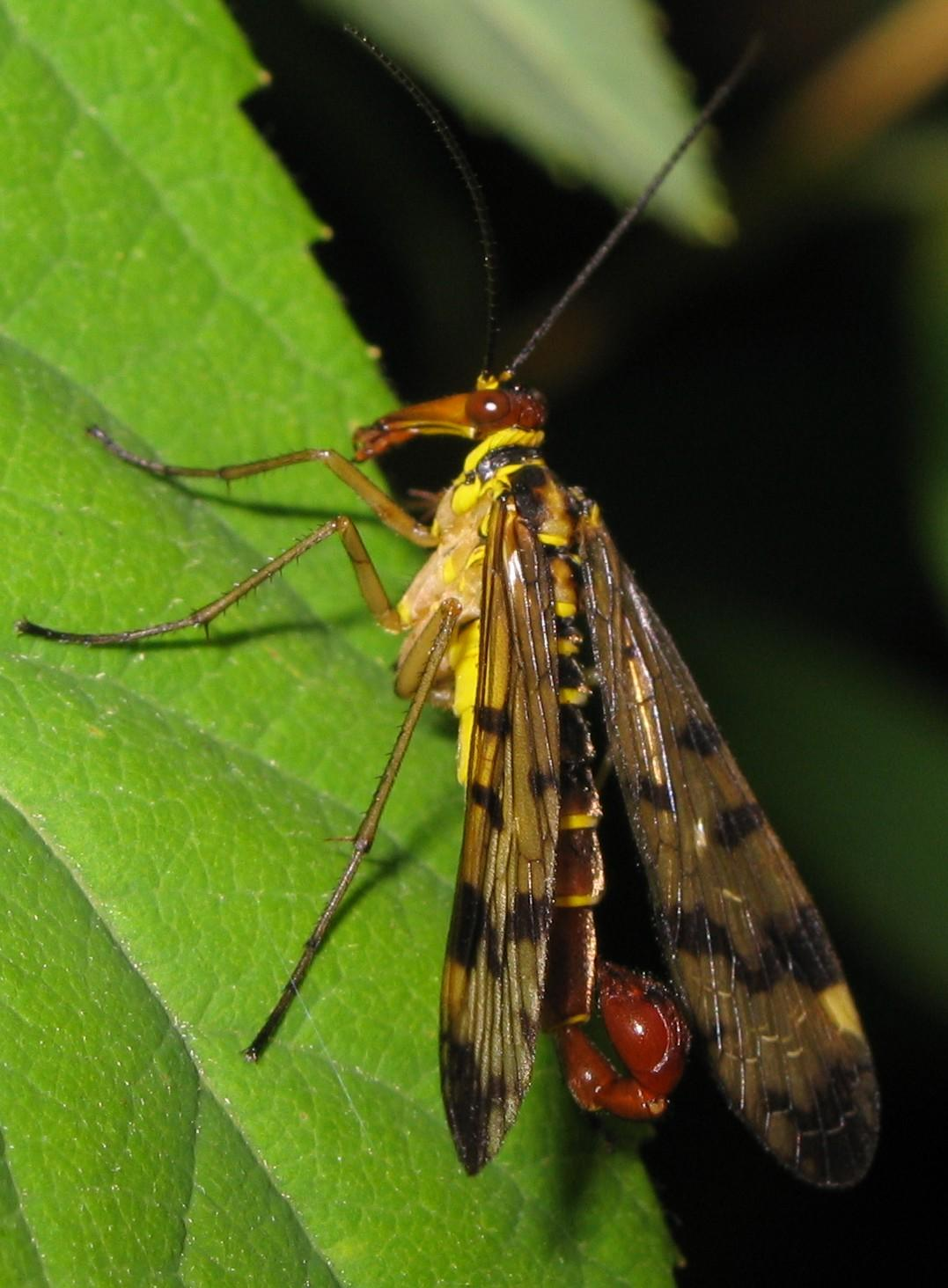
Schorpioenvliegen danken de naam aan de mannetjes die een schorpioenachtige staartpunt hebben, maar niet kunnen steken.